# Nicolae Ion
M. Nicolae Ion (* 28. Oktober 1923 in Amărăști, Fărcaș, Kreis Dolj) ist ein ehemaliger rumänischer Politiker der Rumänischen Kommunistischen Partei PCR (Partidul Comunist Român) und Diplomat, der unter anderem zwischen 1975 und 1977 sowie erneut 1982 Staatssekretär im Ministerium für Außenhandel und internationale wirtschaftliche Zusammenarbeit sowie in den Kabinett Dăscălescu I und Dăscălescu II von 1982 bis 1986 Vize-Ministerpräsident (Viceprim-ministru al Guvernului) war. Er fungierte zwischen 1986 und 1987 kurzzeitig als Botschafter in der Sowjetunion und nach seiner Rückkehr von 1987 bis 1989 als Minister für chemische und petrochemische Industrie (Ministrul Industriei Chimice și Petrochimice).

## Leben
M. Nicolae Ion besuchte zwischen 1941 und 1949 das Humanistische Gymnasium „Frații Buzești“ in Craiova und begann daraufhin 1949 ein Studium an der Fakultät für Technologie und Chemisierung von Stahl und Gasen am Bukarester Öl- und Gasinstitut (Institutul de Petrol si Gaze), welches er 1954 als Ingenieur mit dem Schwerpunkt Technologie und Chemie von Stahl und Gasen beendete. Während des Studiums wurde er Mitglied der Union der Studentenvereinigung UAER (Uniunea Asociațiilor de Elevi din România) sowie Union der Arbeiterjugend UTM (Uniunea Tineretului Muncitor). Des Weiteren arbeitete er in den Brigaden beim Wiederaufbau von Craiova und engagierte sich von 1950 bis 192 als Organisationssekretär der UTM der Fakultät für Technologie und Chemisierung von Stahl und Gasen, ehe er zwischen 1952 und 1953 Mitglied des UTM-Komitees des Öl- und Gasinstituts war. 1954 begann er seine berufliche Laufbahn in der Erdölraffinerie in Câmpina und war dort nacheinander Ingenieurpraktikant, Anlagenbauleiter sowie Sektionsleiter und wurde schließlich 1958 Chefingenieur. Zugleich engagierte er sich als Mitglied des UTM-Komitees der Erdölraffinerie sowie als Mitglied des Büros des UTM-Komitees von Câmpina und wurde im August 1955 Mitglied der Rumänischen Arbeiterpartei PMR (Partidul Muncitoresc Român). Als Chefingenieur der Erdölraffinierte hatte eine Reihe von Innovationen eingeführt wie zum Beispiel zur Rückgewinnung und Reduzierung des Wasserverbrauchs in der thermischen Crackanlage, zur Erhöhung der Benzinausbeute sowie zum Ersatz von Öl für die Paraffinherstellung. Nachdem er zwischen Oktober 1960 und 1961 Technischer Direktor der Erdölraffinerie „Nr. 3 Teleajen“ in Ploiești war, arbeitete er von 1961 bis August 1962 als Chefspezialist der Baugruppe einer Raffinerie in Indien. Nach seiner Rückkehr fungierte er zwischen August 1962 und Februar 1967 als Technischer Direktor der Generaldirektion Pipelines in Ploiești und schloss 1965 ein postgraduales Studium an der Parteihochschule „Ștefan Gheorghiu“ mit einem Doktorat ab. Im November 1966 wurde er Mitglied des Büros des Parteikomitees der Region Ploiești sowie daraufhin Mitglied des Büros des Parteikomitees im Kreis Prahova.
Am 3. März 1967 wurde Ion Vizeminister für Erdöl und bekleidete dieses Amt bis zum 3. April 1971, wobei er zugleich 1967 Mitglied des Parteikomitees des Ministeriums sowie Mitglied des Volksrates von Bukarest wurde. Auf dem Zehnten Parteitag der PCR (6. bis 12. August 1969) wurde er zunächst Kandidat des Zentralkomitees (ZK) und behielt diese Funktion bis zum Elften Parteitag der PCR (24. bis 27. November 1974). Er übernahm zwischen dem 3. April 1971 und dem 9. Mai 1978 den Posten als Vizeminister für chemische Industrie und wurde am 29. August 1973 ferner Mitglied des Zentralrates zur Arbeitskontrolle von wirtschaftlichen und sozialen Aktivitäten. Er wurde auf dem Elften Parteitag der PCR (24. bis 27. November 1974) zum Mitglied des ZK der PCR gewählt und gehörte diesem Gremium bis zum darauf folgenden Zwölften Parteitag der PCR (19. bis 23. November 1979) an. Außerdem fungierte er zwischenzeitlich vom 18. März 1975 bis zum 27. Januar 1977 als Staatssekretär im Ministerium für Außenhandel und internationale wirtschaftliche Zusammenarbeit und wurde daraufhin am 9. Mai 1978 Erster Vizeminister für Außenhandel und internationale wirtschaftliche Zusammenarbeit. Auf dem Zwölften Parteitag der PCR (19. bis 23. November 1979) erfolgte seine Wahl zum Mitglied der Zentralen Revisionskommission (ZRK), der er bis zum Dreizehnten Parteitag der PCR (19. bis 22. November 1984) angehörte. Er war zwischen dem 21. Mai und dem 3. November 1982 erneut Staatssekretär im Ministerium für Außenhandel und internationale wirtschaftliche Zusammenarbeit sowie als solcher zugleich auch Leiter der Abteilung für internationale wirtschaftliche Zusammenarbeit.
Am 3. November 1982 wurde Nicolae Ion Vize-Ministerpräsident (Viceprim-ministru al Guvernului) im Kabinett Dăscălescu I und bekleidete dieses Amt vom 29. März 1985 bis zum 26. August 1986 auch im Kabinett Dăscălescu II. Zugleich übernahm er als Vize-Ministerpräsident zwischen dem 17. Januar 1983 und 8. Dezember 1984 auch den Posten als Präsident des Koordinierungsrates für die Entwicklung der Energiegrundversorgung und das Funktionieren des nationalen Energiesystems und wurde am 31. Dezember 1984 zudem Vizepräsident des Zentralrates für Typisierung, Standardisierung, Normung und Qualität. Er wurde auf dem Dreizehnten Parteitag der PCR (19. bis 22. November 1984) noch einmal zum Mitglied des ZK der PCR gewählt und gehörte diesem Gremium nunmehr bis zum Vierzehnten Parteitag der PCR (20. bis 24. November 1989) an. Des Weiteren wurde er 1985 Mitglied der Großen Nationalversammlung (Marea Adunare Națională) und vertrat in dieser bis 1989 den Wahlkreis Nr. 4 Curtea de Argeș im Kreis Argeș.
Als Nachfolger von Traian Dudaș wurde Ion am 30. Oktober 1986 außerordentlicher und bevollmächtigter Botschafter in der Sowjetunion und verblieb auf diesem diplomatischen Posten in Moskau bis zum 1. September 1987, woraufhin Ion Bucur ihn ablöste. Nach seiner Rückkehr übernahm er im Kabinett Dăscălescu II am 4. September 1987 das neu geschaffene Amt des Ministers für chemische und petrochemische Industrie (Ministrul Industriei Chimice și Petrochimice), welches aus der Zusammenlegung des Ministeriums für chemische Industrie unter Gheorghe Dinu sowie des Ministeriums für petrochemische Industrie unter Adrian Stoica hervorgegangen war, und behielt das Ministeramt bis zum Zusammenbruch des Kommunismus im Zuge der Rumänischen Revolution am 22. Dezember 1989. Als Minister wurde er im September 1987 zugleich Vizepräsident des Koordinationsrates der Aktivitäten in den Branchen Chemie, Petrochemie und Leichtindustrie und war ferner Mitglied der ZK-Kommission für die Angelegenheiten der wirtschaftlichen Zusammenarbeit und der internationalen Beziehungen von Partei und Staat.

## Ehrungen und Auszeichnungen
Für seine langjährigen Verdienste wurde Nicolae Ion mehrfach ausgezeichnet und erhielt unter anderem 1963 den Orden der Arbeit Dritter Klasse (Ordinul Muncii), 1970 den Stern der Sozialistischen Republik Rumänien Zweiter Klasse (Ordinul Steaua Republicii Socialiste România), 1984 den Orden der Arbeit Zweiter Klasse sowie ebenfalls 1984 den Orden zur Verteidigung des Vaterlandes Zweiter Klasse (Ordinul „Apărarea Patriei“).